# Pat Peake
Pour les articles homonymes, voir Peake.
Pat Peake (né le 28 mai 1973 à Rochester dans l'État du Michigan aux États-Unis) est un joueur professionnel américain de hockey sur glace. Il évoluait au poste d'ailier droit.

## Biographie
Alors qu'il évolue pour les Compuware Ambassadors de Détroit au sein de la LHO, il est repêché par les Capitals de Washington au 14e rang lors du premier tour du repêchage d'entrée dans la LNH 1991. La saison 1992-1993 est couronné de succès pour Peake, qui marque 136 points, dont 58 buts, en 46 parties et qui remporte de nombreux honneurs, dont le trophée Red-Tilson du joueur par excellence dans la LHO en plus d'être nommé joueur de la saison de la Ligue canadienne de hockey.
À sa première saison professionnelle, en 1993-1994, il joue 49 parties pour 29 points. Après une saison où il est aux prises avec une mononucléose, il réalise 36 points en 62 parties durant la saison 1995-1996. Lors des séries éliminatoires, il se blesse au talon et doit subir une opération qui va lui faire manquer la quasi-totalité de la saison suivante,.
Après avoir joué un seul match en 1997-1998, il est contraint de se retirer à 24 ans à cause de ses nombreuses blessures et ses problèmes de santé.

## Statistiques

### En club
| Saison     | Équipe                           | Ligue      |     | Saison régulière | Saison régulière | Saison régulière | Saison régulière | Saison régulière |   | Séries éliminatoires | Séries éliminatoires | Séries éliminatoires | Séries éliminatoires | Séries éliminatoires |
| Saison     | Équipe                           | Ligue      | PJ  | B                | A                | Pts              | Pun              | PJ               | B | A                    | Pts                  | Pun                  |                      |                      |
| 1989-1990  | Compuware Ambassadors de Détroit | NAHL       | 34  | 33               | 44               | 77               | 48               | -                | - | -                    | -                    | -                    |                      |                      |
| 1990-1991  | Compuware Ambassadors de Détroit | LHO        | 63  | 39               | 51               | 90               | 54               | -                | - | -                    | -                    | -                    |                      |                      |
| 1991-1992  | Compuware Ambassadors de Détroit | LHO        | 53  | 41               | 52               | 93               | 44               | 7                | 8 | 9                    | 17                   | 10                   |                      |                      |
| 1991-1992  | Skipjacks de Baltimore           | LAH        | 3   | 1                | 0                | 1                | 4                | -                | - | -                    | -                    | -                    |                      |                      |
| 1992-1993  | Red Wings Junior de Détroit      | LHO        | 46  | 58               | 78               | 136              | 64               | 2                | 1 | 3                    | 4                    | 2                    |                      |                      |
| 1993-1994  | Capitals de Washington           | LNH        | 49  | 11               | 18               | 29               | 39               | 8                | 0 | 1                    | 1                    | 8                    |                      |                      |
| 1993-1994  | Pirates de Portland              | LAH        | 4   | 0                | 5                | 5                | 2                | -                | - | -                    | -                    | -                    |                      |                      |
| 1994-1995  | Capitals de Washington           | LNH        | 18  | 0                | 4                | 4                | 12               | -                | - | -                    | -                    | -                    |                      |                      |
| 1994-1995  | Pirates de Portland              | LAH        | 5   | 1                | 3                | 4                | 2                | 4                | 0 | 3                    | 3                    | 6                    |                      |                      |
| 1995-1996  | Capitals de Washington           | LNH        | 62  | 17               | 19               | 36               | 46               | 5                | 2 | 1                    | 3                    | 12                   |                      |                      |
| 1996-1997  | Capitals de Washington           | LNH        | 4   | 0                | 0                | 0                | 4                | -                | - | -                    | -                    | -                    |                      |                      |
| 1996-1997  | Pirates de Portland              | LAH        | 3   | 0                | 2                | 2                | 0                | -                | - | -                    | -                    | -                    |                      |                      |
| 1997-1998  | Capitals de Washington           | LNH        | 1   | 0                | 0                | 0                | 4                | -                | - | -                    | -                    | -                    |                      |                      |
| Totaux LNH | Totaux LNH                       | Totaux LNH | 134 | 28               | 41               | 69               | 105              | 13               | 2 | 2                    | 4                    | 20                   |                      |                      |

### En équipe nationale
| Année | Équipe         | Compétition                 |   | PJ | B | A  | Pts | Pun                |  | Résultat |
| 1992  | États-Unis U20 | Championnat du monde junior | 7 | 5  | 1 | 6  | 4   | Médaille de bronze |  |          |
| 1993  | États-Unis U20 | Championnat du monde junior | 7 | 4  | 9 | 13 | 18  | 4e place           |  |          |

## Trophées et honneurs personnels
- 1992-1993 :
  - remporte le trophée Red-Tilson du meilleur joueur de la LHO.
  - remporte le trophée William-Hanley du joueur de la LHO au meilleur état d'esprit.
  - nommé dans la première équipe d'étoiles de la LHO.
  - nommé joueur de la saison de la Ligue canadienne de hockey.
  - nommé dans la première équipe d'étoiles de la Ligue canadienne de hockey.